# Concrete and Gold
Concrete and Gold är Foo Fighters nionde fullängdsalbum, utgivet den 15 september 2017.

## Låtlista
| Nr           | Titel                        | Längd |
| ------------ | ---------------------------- | ----- |
| 1.           | T-Shirt                      | 1:22  |
| 2.           | Run                          | 5:23  |
| 3.           | Make It Right                | 4:39  |
| 4.           | The Sky Is a Neighborhood    | 4:04  |
| 5.           | La Dee Da                    | 4:02  |
| 6.           | Dirty Water                  | 5:20  |
| 7.           | Arrows                       | 4:26  |
| 8.           | Happy Ever After (Zero Hour) | 3:40  |
| 9.           | Sunday Rain                  | 6:11  |
| 10.          | The Line                     | 3:38  |
| 11.          | Concrete and Gold            | 5:31  |
| Total längd: | Total längd:                 | 48:16 |

## Medverkande

### Foo Fighters
- Dave Grohl – sång, gitarr
- Chris Shiflett – gitarr, körsång
- Pat Smear – gitarr
- Nate Mendel – elbas
- Taylor Hawkins – trummor, körsång, sång på "Sunday Rain"
- Rami Jaffee – keyboards

### Gästmusiker
- Justin Timberlake – körsång på "Make It Right"
- Shawn Stockman – sång på "Concrete and Gold"
- Inara George – sång på "Dirty Water"
- Alison Mosshart – sång på "La Dee Da" och "The Sky Is a Neighborhood"
- Dave Koz – saxofon på "La Dee Da"
- Paul McCartney – trummor på "Sunday Rain"
- Taylor Greenwood – körsång på "T-Shirt"
- Greg Sierpowski – Optiganorgel på "Happy Ever After"
- Kinga Bacik – cello på "The Sky Is a Neighborhood"
- Thomas Lea – viola på "The Sky Is a Neighborhood"
- Ginny Luke – violin på "The Sky Is a Neighborhood"
- Jessy Greene – violin på "Happy Ever After (Zero Hour)" och "The Line", cello på "Concrete and Gold"
- Greg Kurstin – producent på hela albumet. Synthbas och vibrafon på "The Line"